# Hoplitis testaceozonata
Hoplitis testaceozonata là một loài Hymenoptera trong họ Megachilidae. Loài này được Alfken mô tả khoa học năm 1935.